# 레슐라원숭이
레슐라원숭이 또는 레슐라(Cercopithecus lomamiensis)는 긴꼬리원숭이과에 속하는 구세계원숭이의 일종이다. 콩고민주공화국의 로마미 분지에서 발견된다.
현지인들에게는 이미 알려진 종이었으나 2007년에 외부인들에게 발견되어 2012년 간행물에서 첫 언급이 나오기 전까지는 국제 과학계에 알려지지 않았었다. 1984년 이후 발견된 원숭이 중 두번째로 새로운 아프리카 원숭이이며, 인간과 비슷한 눈과 푸른 색의 하체부위가 특징이다.
2013년 5월 22일에 아리조나 주립 대학교의 국제 종 탐험 연구소(International Institute for Species Exploration)가 선언한 "2012년의 신종"에서 상위 10종 중 하나로 뽑혔다.

## 참고 문헌
- McKenzie, David (2012년 9월 12일). “New monkey discovered”. 《CNN》. 2012년 9월 12일에 확인함.